# Викову де Жос (Сучава)
Викову де Жос (рум. Vicovu de Jos) насеље је у Румунији у округу Сучава у општини Викову де Жос. Oпштина се налази на надморској висини од 438 m.

## Становништво
Према подацима из 2002. године у насељу је живело 5971 становника.

### Попис2002.
| Расподела становништва по националности 2002.‍ | Расподела становништва по националности 2002.‍ | Расподела становништва по националности 2002.‍ | Расподела становништва по националности 2002.‍ | Расподела становништва по националности 2002.‍ |
| --------------------------------------------- | --------------------------------------------- | --------------------------------------------- | --------------------------------------------- | --------------------------------------------- |
|                                               |                                               |                                               |                                               |                                               |
| Румуни                                        | Румуни                                        |                                               | 5.913                                         | 99,1%                                         |
| Роми                                          | Роми                                          |                                               | 54                                            | 0,9%                                          |